# Keila Costa
Keila da Silva Costa (Abreu e Lima, 6 febbraio 1983) è una triplista e lunghista brasiliana.

## Biografia
Keila Costa iniziò a praticare l'atletica leggera all'età di 9 anni.

## Record nazionali

### Seniores
- Salto triplo: 14,58 m ( San Paolo, 7 giugno 2013)
- Salto triplo indoor: 14,11 m ( Mosca, 10 marzo 2006)

## Progressione

### Salto in lungo outdoor
| Stagione | Misura | Luogo          | Data      | Rank. Mond. |
| -------- | ------ | -------------- | --------- | ----------- |
| 2013     | 6,56 m | Belém          | 12-5-2013 | -           |
| 2012     | 6,68 m | San Paolo      | 16-5-2012 | -           |
| 2011     | 6,67 m | San Paolo      | 22-5-2011 | -           |
| 2010     | 6,68 m | Rio de Janeiro | 23-5-2010 | -           |
| 2009     | 6,79 m | Rio de Janeiro | 7-6-2009  | -           |
| 2008     | 6,79 m | San Paolo      | 29-6-2008 | -           |
| 2007     | 6,88 m | Belém          | 20-5-2007 | -           |
| 2006     | 6,59 m | San Paolo      | 19-8-2006 | -           |
| 2005     | 6,63 m | San Paolo      | 17-6-2005 | -           |
| 2004     | 6,61 m | Recife         | 17-4-2004 | -           |
| 2003     | 6,52 m | San Paolo      | 15-6-2003 | -           |
| 2002     | 6,46 m | Rio de Janeiro | 29-9-2002 | -           |

### Salto triplo outdoor
| Stagione | Misura  | Luogo       | Data      | Rank. Mond. |
| -------- | ------- | ----------- | --------- | ----------- |
| 2015     | 14,50 m | Toronto     | 21-7-2015 | -           |
| 2013     | 14,58 m | San Paolo   | 7-6-2013  | -           |
| 2012     | 14,31 m | Doha        | 11-5-2012 | -           |
| 2011     | 14,24 m | San Paolo   | 23-2-2011 | -           |
| 2010     | 13,79 m | San Paolo   | 16-9-2010 | -           |
| 2007     | 14,57 m | San Paolo   | 9-6-2007  | -           |
| 2006     | 14,17 m | San Paolo   | 11-2-2006 | -           |
| 2005     | 13,95 m | La Canea    | 6-6-2005  | -           |
| 2004     | 13,80 m | Huelva      | 7-8-2004  | -           |
| 2003     | 13,68 m | San Paolo   | 13-6-2003 | -           |
| 2002     | 13,78 m | Belém       | 1-8-2002  | -           |
| 2001     | 14,00 m | São Caetano | 22-4-2001 | -           |
| 2000     | 13,23 m | Manaus      | 27-8-2000 | -           |

### Salto in lungo indoor
| Stagione | Misura | Luogo     | Data      | Rank. Mond. |
| -------- | ------ | --------- | --------- | ----------- |
| 2012     | 6,45 m | Istanbul  | 10-3-2012 | -           |
| 2011     | 6,42 m | Eaubonne  | 11-2-2011 | -           |
| 2010     | 6,63 m | Doha      | 14-3-2010 | -           |
| 2009     | 6,64 m | Parigi    | 13-2-2009 | -           |
| 2008     | 6,48 m | Valencia  | 9-3-2008  | -           |
| 2007     | 6,60 m | Lipsia    | 9-2-2007  | -           |
| 2006     | 6,34 m | Stoccarda | 4-2-2006  | -           |

### Salto triplo indoor
| Stagione | Misura  | Luogo     | Data      | Rank. Mond. |
| -------- | ------- | --------- | --------- | ----------- |
| 2012     | 13,93 m | Stoccolma | 23-2-2012 | -           |
| 2011     | 13,90 m | Gand      | 13-2-2011 | -           |
| 2009     | 13,35 m | Il Pireo  | 25-2-2009 | -           |
| 2006     | 14,11 m | Mosca     | 10-3-2006 | -           |

## Palmarès
| Anno | Manifestazione             | Sede           | Evento         | Risultato | Prestazione | Note                                     |
| ---- | -------------------------- | -------------- | -------------- | --------- | ----------- | ---------------------------------------- |
| 2000 | Mondiali juniores          | Santiago       | Salto triplo   | 11ª       | 12,97 m     |                                          |
| 2001 | Campionati sudamericani    | Manaus         | Salto triplo   | Oro       | 13,61 m     |                                          |
| 2002 | Mondiali juniores          | Kingston       | Salto triplo   | Bronzo    | 13,70 m     |                                          |
| 2002 | Giochi sudamericani        | Manaus         | Salto in lungo | Oro       | 6,37 m      |                                          |
| 2002 | Giochi sudamericani        | Manaus         | Salto triplo   | Oro       | 13,78 m     |                                          |
| 2003 | Campionati sudamericani    | Barquisimeto   | Salto in lungo | Oro       | 6,30 m      |                                          |
| 2003 | Campionati sudamericani    | Barquisimeto   | Salto triplo   | Oro       | 13,62 m     |                                          |
| 2004 | Giochi olimpici            | Atene          | Salto in lungo | 30ª       | 6,33 m      |                                          |
| 2005 | Campionati sudamericani    | Cali           | Salto in lungo | Argento   | 6,32 m      |                                          |
| 2005 | Campionati sudamericani    | Cali           | Salto triplo   | Argento   | 13,75 m     |                                          |
| 2006 | Mondiali indoor            | Mosca          | Salto triplo   | 10ª       | 14,11 m     | Record sudamericano                      |
| 2006 | Campionati ibero-americani | Ponce          | Salto in lungo | Oro       | 6,54 m      |                                          |
| 2007 | Campionati sudamericani    | San Paolo      | Salto in lungo | Argento   | 6,83 m      |                                          |
| 2007 | Campionati sudamericani    | San Paolo      | Salto triplo   | Oro       | 14,57 m     | Miglior prestazione personale            |
| 2007 | Giochi panamericani        | Rio de Janeiro | Salto in lungo | Argento   | 6,73 m      |                                          |
| 2007 | Giochi panamericani        | Rio de Janeiro | Salto triplo   | Argento   | 14,38 m     |                                          |
| 2007 | Mondiali                   | Osaka          | Salto in lungo | 7ª        | 6,69 m      |                                          |
| 2007 | Mondiali                   | Osaka          | Salto triplo   | 7ª        | 14,40 m     |                                          |
| 2008 | Mondiali indoor            | Valencia       | Salto in lungo | 7ª        | 6,48 m      |                                          |
| 2008 | Giochi olimpici            | Pechino        | Salto in lungo | 10ª       | 6,43 m      |                                          |
| 2009 | Campionati sudamericani    | Lima           | Salto in lungo | Oro       | 6,62 m      |                                          |
| 2009 | Mondiali                   | Berlino        | Salto in lungo | Finale    | nm          |                                          |
| 2010 | Mondiali indoor            | Doha           | Salto in lungo | Bronzo    | 6,63 m      |                                          |
| 2011 | Campionati sudamericani    | Buenos Aires   | Salto in lungo | Argento   | 6,45 m      |                                          |
| 2011 | Campionati sudamericani    | Buenos Aires   | Salto triplo   | Argento   | 13,96 m     |                                          |
| 2011 | Giochi mondiali militari   | Rio de Janeiro | Salto in lungo | Oro       | 6,41 m      |                                          |
| 2011 | Giochi mondiali militari   | Rio de Janeiro | Salto triplo   | Argento   | 14,11 m     |                                          |
| 2011 | Universiadi                | Shenzhen       | Salto in lungo | 11ª       | 6,19 m      |                                          |
| 2011 | Mondiali                   | Taegu          | Salto in lungo | 24ª (q)   | 6,26 m      |                                          |
| 2011 | Mondiali                   | Taegu          | Salto triplo   | 12ª       | 13,72 m     |                                          |
| 2011 | Giochi panamericani        | Guadalajara    | Salto in lungo | 5ª        | 6,37 m      |                                          |
| 2011 | Giochi panamericani        | Guadalajara    | Salto triplo   | 4ª        | 14,01 m     |                                          |
| 2012 | Mondiali indoor            | Istanbul       | Salto in lungo | 11ª       | 6,45 m      | Miglior prestazione personale stagionale |
| 2012 | Giochi olimpici            | Londra         | Salto triplo   | 19ª       | 13,84 m     |                                          |
| 2013 | Campionati sudamericani    | Cartagena      | Salto in lungo | Argento   | 6,49 m      |                                          |
| 2013 | Campionati sudamericani    | Cartagena      | Salto triplo   | Oro       | 14,21 m     |                                          |
| 2013 | Mondiali                   | Mosca          | Salto triplo   | 13ª (q)   | 13,82 m     |                                          |
| 2014 | Mondiali indoor            | Sopot          | Salto triplo   | 10ª (q)   | 13,64 m     |                                          |
| 2014 | Giochi sudamericani        | Santiago       | Salto in lungo | Oro       | 6,35 m      |                                          |
| 2014 | Giochi sudamericani        | Santiago       | Salto triplo   | Oro       | 13,65 m     |                                          |
| 2015 | Giochi panamericani        | Toronto        | Salto in lungo | 9ª        | 6,41 m      |                                          |
| 2015 | Giochi panamericani        | Toronto        | Salto triplo   | Argento   | 14,50 m     |                                          |
| 2015 | Mondiali                   | Pechino        | Salto in lungo | 26ª (q)   | 6,32 m      |                                          |
| 2015 | Mondiali                   | Pechino        | Salto triplo   | 12ª       | 13,90 m     |                                          |
| 2016 | Mondiali indoor            | Portland       | Salto triplo   | 9ª        | 13,94 m     | Miglior prestazione personale stagionale |
| 2016 | Giochi olimpici            | Rio de Janeiro | Salto in lungo | 38ª (q)   | 5,86 m      |                                          |
| 2016 | Giochi olimpici            | Rio de Janeiro | Salto triplo   | 24ª (q)   | 13,78 m     |                                          |
| 2019 | Campionati sudamericani    | Lima           | Salto in lungo | Argento   | 6,38 m      |                                          |
| 2021 | Campionati sudamericani    | Guayaquil      | Salto triplo   | Oro       | 13,67 m     |                                          |

## Campionati nazionali
2005
- Oro ai campionati nazionali brasiliani, salto in lungo
- Oro ai campionati nazionali brasiliani, salto triplo

## Altre competizioni internazionali
2006
- 7ª in Coppa del mondo ( Atene), salto in lungo - 6,33 m

2007
- 5ª alla World Athletics Final ( Stoccarda), salto in lungo - 6,46 m
- 6ª alla World Athletics Final ( Stoccarda), salto triplo - 14,13 m

2009
- 7ª alla World Athletics Final ( Salonicco), salto in lungo - 6,53 m